# شين ماتسوزاكي
شين ماتسوزاكي (باليابانية: 光崎 伸) (مواليد 22 أغسطس 1997)، هو لاعب كرة قدم كان يلعب كلاعب وسط.

## وصلات خارجية
- شين ماتسوزاكي على موقع رابطة كرة القدم اليابانية للمحترفين (اليابانية)
- شين ماتسوزاكي على موقع Soccerway.com (الإنجليزية)
- شين ماتسوزاكي على موقع عالم كرة القدم.نت (الإنجليزية)